# Diego Hurtado de Mendoza y Quiñones
Diego Hurtado de Mendoza y Quiñones (Guadalajara, cerca de 1444 – Madrid, 14 de outubro de 1502) foi um cardeal e político espanhol da Igreja Católica, que foi presidente do Conselho de Castela e arcebispo de Sevilha.

## Biografia
Era filho de Íñigo López de Mendoza y Figueroa, 1.º conde de Tendilla e de Elvira de Quiñones, sendo neto de Íñigo López de Mendoza, 1.º Marquês de Santillana e sobrinho do cardeal Pedro González de Mendoza, Grão-Cardeal da Espanha, que foi seu protetor e benfeitor ao longo da vida. Por isso, foi destinado por seus pais à vida eclesiástica. Antes de sua ordenação, iniciou seus estudos em Salamanca, onde teve relações com uma jovem, María de Quiñones, "la blanca", com quem teve um filho, Francisco Hurtado de Mendoza, e uma filha, Juana de Mendoza. Ele tinha apenas dezessete anos quando seu pai, o 1.º Conde de Tendilla, foi embaixador do Papa Pio II, que então residia em Siena. Ele foi acompanhado por Diego, que, uma vez terminada a missão de seu pai, mudou-se para Roma e lá permaneceu por vários anos assimilando a cultura clássica, a arte renascentista e os estudos humanísticos.
Depois de regressar para a Espanha, viveu quase continuamente na casa do seu tio, o seguindo por onde quer que fosse, mesmo depois de ter sido nomeado conde de Pernia, e o servindo com a máxima fidelidade. Acabou nomeado por seu tio deão do capítulo da catedral de Siguenza.

## Vida eclesiástica e política
Através de uma intervenção do seu poderoso tio, foi proposto como Bispo de Palência. Em 13 de fevereiro de 1470, foi nomeado para a Sé palenciana. Seu tio foi criado cardeal em 1473, aumentando seu poder.
As velhas lutas sobre o senhorio da cidade foram reacendidas com ainda mais paixão e o bispo foi expulso da cidade e muitos membros de sua família foram mortos. O Papa Sisto IV enviou uma carta severamente escrita e os monarcas espanhóis colocaram um corregedor, em vez do prefeito ordinário da cidade, nomeado pelo bispo; a seu respeito, o papa erigiu na catedral a dignidade de abade de San Salvador de Campo de Muga. Participou das principais atividades da família real espanhola como membro da comitiva de seu tio, o cardeal González de Mendoza. Ele acompanhou os monarcas espanhóis quando seu filho, João, Príncipe das Astúrias, prestou juramento como herdeiro da coroa na catedral de Toledo em maio de 1481.
No início de seu reinado, os Reis Católicos nomearam Diego Hurtado de Mendoza presidente da Real Audiência e Chancelaria de Valladolid, uma posição que era considerada uma posição ideal para alçar objetivos mais altos tanto na esfera eclesiástica quanto na política. Na nomeação, foi dado poder a Diego Hurtado de Mendoza para realizar as reformas que julgava necessárias, e ele foi nomeado juiz chefe das súplicas da Biscaia, com o poder de exercer esse cargo como tenente. Ocupou a presidência da Chancelaria até 1478.
No inverno de 1482, um núncio papal chegou à Espanha com a bula para a cruzada de reconquista do Reino de Granada dos mouros. Ele foi recebido pelos monarcas em Santo Domingo el Real de Madrid com uma procissão em que González de Mendoza e seu inseparável sobrinho, Diego, participaram juntamente com outros prelados.
Os Reis Católicos o convocaram para o Conselho de Castela, que ele presidiu entre 1483 e 1487. Este Conselho foi transformado em um órgão eminentemente técnico a serviço da Coroa. Sua maioria de advogados, com o objetivo de tecnizar o corpo e reduzir consideravelmente o poder da nobreza, constituiu uma garantia de perícia no desempenho de sua atividade e facilitou o controle da instituição pelos Reis.
Em 29 de agosto de 1485, foi elevado a arcebispo de Sevilha. O Papa Sisto IV, influenciado pelas sólidas razões contidas em uma exposição do cardeal Pedro González de Mendoza, havia reconhecido aos Reis Católicos o direito de padroado e, portanto, o direito de apresentação de prelados, no entanto, seu sucessor, o Papa Inocêncio VIII, que acabara de ser eleito Papa, concedeu o arcebispado ao Cardeal vice-chanceler Rodrigo Borja. O rei e a rainha recusaram-se a permitir que o núncio tomasse posse em nome do primeiro, porque o acordo para nomear os prelados entre os propostos pelos soberanos tinha sido violado. O problema foi resolvido com a intervenção do grão-cardeal de Espanha, grande amigo de Rodrigo Borja, a quem conseguiu renunciar em favor do sobrinho.
O procurador Juan de Marquina tomou posse em seu nome em 8 de março de 1486, e Dom Diego fez sua entrada solene na catedral de Sevilha em 30 de março. Pouco depois, foi a Córdoba receber os Reis Católicos, que chegaram de Madri em 2 de maio, e lá permaneceram com a Corte até o final de junho. Regressando à sua Igreja em Sevilha, tratou de vários assuntos relacionados com o seu bom governo, entre os quais a reabilitação de numerosos hospitais que se encontravam em deplorável estado de decadência, obtendo do Papa em 1488 uma bula nesse sentido, em virtude da qual começou com os mais necessitados. Por outra bula papal do mesmo ano, foi erguida a catedral de Málaga, que foi designada como sufragânea do metropolita de Sevilha.
Em 1490, Diego Hurtado de Mendoza realizou um Sínodo diocesano em Sevilha, no qual, além de tratar dos assuntos gerais habituais, foi ordenado em uma de suas constituições que as igrejas paroquiais deveriam manter livros para registrar os nomes dos batizados, antecipando o Concílio de Trento. Como exemplo desse arranjo, um dos primeiros livros de batismo da época está preservado hoje na paróquia de San Ildefonso, em Sevilha.
Em maio de 1494, ele estava em Guadalajara ajudando seu tio, que estava doente, a organizar seus negócios e permaneceu com o cardeal até sua morte, em 11 de janeiro de 1495. Presidiu o velório e sepultamento em Toledo e também executou o testamento do falecido cardeal, além de ter um desentendimento com o novo arcebispo de Toledo, Francisco Jiménez de Cisneros, O.F.M. Obs., sobre o local do sepultamento na capela maior, que o falecido cardeal havia ampliado e remodelado.
O arcebispo Hurtado tentou obter a Arquidiocese de Toledo para si, mas quando soube que os monarcas haviam designado Jiménez de Cisneros como o novo arcebispo, ele se ressentiu, ignorando que Jiménez de Cisneros havia recomendado com grande interesse à rainha a nomeação do arcebispo de Sevilha em vez da sua, além do pedido de seu tio para que os Reis nomeassem "uma pessoa virtuosa e sem ambição".

## Cardinalato
Ele acompanhou o rei e o príncipe João a Santander para receber a arquiduquesa Margarida da Áustria, noiva do herdeiro (1497). Participou das Cortes de Toledo (1498), onde os príncipes foram empossados. Enquanto esteve em Granada com os monarcas (1500), foi incumbido por sua delegação de levar a infanta Maria à fronteira portuguesa para entregá-la em casamento ao monarca português Dom Manuel, viúvo de Isabel, sua irmã mais velha. Lá recebeu em 28 de setembro de 1500 a notícia de que o Papa Alexandre VI, como testemunho póstumo da memória de seu falecido tio, o havia nomeado em Consistório em 20 de março daquele ano, cardeal-presbítero de Santa Sabina e Patriarca de Alexandria; o rei e a rainha queriam que ele fosse titulado, como seu tio, cardeal da Espanha.
Em 1501, presidiu, em nome dos monarcas, às Cortes de Sevilha; ele e os bispos sufragâneos enviaram vários sacerdotes a Granada para instruir os mouros rebeldes, mas vários dos sacerdotes foram martirizados. Em 15 de outubro de 1501, ele terminou o documento de ereção e investidura de todas as igrejas, colegiadas e paroquiais da cidade e diocese de Granada, que o Papa Inocêncio VIII o havia encarregado quinze anos antes. No início de 1502, ele doou várias joias para a catedral de Sevilha. Mais tarde, foi a Toledo para a tomada do juramento de Dona Joana e Dom Felipe el Hermoso como príncipes herdeiros de Castela e Aragão.
Durante o regresso, morreu em 14 de outubro de 1502, em Madrid. Ele estipulou em seu testamento que seu corpo deveria ser depositado por algum tempo no mosteiro de Santa Ana, fundado por seu pai, e onde ele mesmo havia pago por obras importantes e feito um grande aluguel anual. Seus restos mortais permaneceram lá até 1504, quando uma comissão criada para esse fim os transferiu para Sevilha. Em 1508, seu irmão, o segundo conde de Tendilla, encomendou ao mestre Miguel Florentín a criação de um suntuoso túmulo de alabastro, uma joia da escultura renascentista espanhola, localizado na capela de Nuestra Señora de la Antigua na catedral de Sevilha.